# Zuid-Oost-Botnische suite nr. 1
De Zuid-Oost-Botnische suite nr. 1 opus 9 (Etelä-Pohjalainen sarja nro 1) is een suite gecomponeerd door Toivo Kuula. De titel verwijst naar de landstreek Ostrabotnië, gelegen op enkele kilometers gelegen landstreek van Kuula’s geboorteplaats Vaasa.
Kuula, die al eerder compositielessen had gevolgd aan de Sibeliusacademie, maar in verband met armoede deze moest staken, had gedurende de jaren dat hij werkte aan deze suite muziekonderwijs gekregen van uiteenlopende componisten als Selim Palmgren, Jean Sibelius, Armas Järnefelt (in Finland), Enrico Bossi en Luigi Torchi (in Italië). De suite vormt dan ook geen geheel; het zijn losse werkjes die later in een suite zijn ondergebracht. De deeltjes werden dan ook wel los uitgevoerd.
De suite bestaat uit vijf delen, waarvan de laatste het meeste gewicht in de schaal legt zowel voor wat betreft tijdsduur als opzet:
- Maisema (landschap); melodische en lyrisch opgezet met belangrijke stem voor de althobo
- Kansanlaulu (volksliedje); geïnspireerd op volksmuziek, is alleen voor strijkinstrumenten geschreven
- Pohjalainen tanssi (Oost-Botnische dans) vond haar oorsprong eveneens in de volksmuziek
- Pirun polska (Dans van de duivel), eveneens volksmuziek, maar donkerder van kleur
- Hämärän laulu (Lied van schemer); neemt qua tijdsduur 1/3 voor haar rekening en kwam als laatste tot stand, toen Kuula muzieklessen had in Italië; zijn docenten vonden de melodielijn mooi, maar vonden het matig georkestreerd; ook hier een belangrijke partij voor de althobo.

Kuula hield de instrumentatie licht:
- 1 dwarsfluit, 1 hobo, 1 althobo, 2 klarinetten, 1 fagot
- 2 hoorns, 2 trompetten, 2 trombones
- pauken, 1 man/vrouw percussie
- violen, altviolen, celli, contrabassen